# Lasst Knochen sprechen
Lasst Knochen sprechen (im englischen Original Deadly Décisions) ist der dritte Kriminalroman der US-amerikanischen Autorin Kathy Reichs aus dem Jahr 2000 mit der forensische Anthropologin Dr. Temperance „Tempe“ Brennan als Hauptfigur. Tempe arbeitet in Montreal, Kanada, und in Charlotte, North Carolina, als Beraterin für die örtliche Polizei. In Lasst Knochen sprechen ermittelt Tempe in mehreren Morden, die im Zusammenhang mit einem Bandenkrieg zwischen rivalisierenden Biker Gangs in Montreal stehen. Besondere Aufmerksamkeit widmet Tempe dabei einem Überraschungsfund auf dem Geländer einer Motorradgang, die Knochen eines Teenagers mit einem ungewöhnlichen Implantat im Schädel. Die Ermittlungen führen Tempe in ihre Heimat North Carolina, wo einige Gangmitglieder eine Vergangenheit haben. Während Tempe bei den Ermittlungen hilft, gerät ihr Neffe Kit, ein Motorradfan und zu Besuch bei Tempe, selbst in die Schusslinie der Auseinandersetzungen. Der Roman gipfelt schließlich in einer Auseinandersetzung zwischen Motorradgangs auf der Beerdigung eines Mitglieds, bei der auch Tempe und Kit verletzt werden. Es gelingt jedoch schließlich, die Verdächtigen für einige Morde dingfest zu machen und die Leiche des Teenagers zu identifizieren.
Die Hauptfigur der Romane ist auch die Vorlage für die Hauptfigur der Fernsehserie Bones – Die Knochenjägerin.

## Inhalt
Der Roman beginnt in Montreal, Kanada, wo Auseinandersetzungen zwischen rivalisierenden Motorradgangs, den Heathens und den Vipers, eskalieren. Die forensische Anthropologin Dr. Temperance „Tempe“ Brennan soll bei der Identifizierung von zwei völlig zerfetzten Leichen nach einem Bombenattentat auf das Clubhaus der Vipers helfen. Die Attentäter, Ronald und Donald Vaillancourt, eineiige Zwillinge, sind bei dem Attentat selbst ums Leben gekommen, weil sie von einem Vipers-Mitglied erwischt wurden und mit der Bombe hochgingen. Weiter arbeitet die Polizei an einer Schießerei auf zwei Mitglieder der Vipers, Spider Marcotte und seiner Freundin, bei der auch ein neunjähriges Mädchen, Emily Anne, unschuldig umkommt. Als ein Vipers-Mitglied gegen Strafmilderung mit Details zum Bandenkrieg auspackt, beginnen Ausgrabungen in der Nähe des Clubhauses der Vipers: Dort wartet eine weitere Überraschung auf Tempe. Sie findet auf dem Gelände neben zwei bereits skelettierten Leichen den Schädel und die Oberschenkelknochen eines jungen Mädchens. Auffällig bei dem Schädel ist ein Implantat, das typischerweise bei Hydrocephalus eingesetzt wird. Tempes Nachforschungen ergeben, dass das junge Mädchen Savannah Osprey, ein Teenager aus Shalotte in North Carolina, ist und dass ein Teil ihrer Knochen bereits in North Carolina in Myrtle Beach gefunden wurden.
Während Tempe an ihren Fällen arbeitet, hat sie auch einige private Sorgen: So erhält sie Besuch von ihrem Neffen Kit. Durch ein Abendessen bei einer Freundin Tempes hat Kit Kontakt zu einem Journalisten, Lyle Crease, durch den Kit Kontakte zur Bikerszene knüpft. Diese Kontakte beunruhigen Tempe zutiefst, zumal ihre Kollegen bei der Polizei sie darauf hinweisen, dass Kit auf einem Überwachungsfoto einer illegalen Motorradgang zu sehen ist. Ferner macht sich Tempe auch Sorgen um Detective Lieutenant Andrew Ryan, ein Kollege und Freund, der plötzlich vom Dienst suspendiert und des Handels mit gestohlenen Waren und mit Drogen beschuldigt wird. Als Tempe bei der Suche nach dem ausgerissenen Kit eine gefährliche Auseinandersetzung mit einer Motorradgang hat, trifft sie auf Ryan, der ihr aus der Situation heraushilft und ihr dabei noch ein Zeichen gibt. Dies lässt sie schließen, dass Ryan undercover für die Polizei im Umfeld der Motorradgangs ermittelt.
Weitere Morde an Gangmitgliedern lassen vermuten, dass die Auseinandersetzungen weiter eskalieren: So findet die Polizei 'Cherokee' Desjardins, Kleindealer und ein ehemaliges Mitglied der Predators, ein Motorradclub im Umfeld der Hells Angels, erschossen in seiner Wohnung auf. Ein Mitglied Heathens, George Dorsey, wird im Gefängnis ermordet, nachdem er gegenüber Tempe angedeutet hat, dass er Informationen zu Savannah Ospreys Tod hat.
Tempe erzielt schließlich den Durchbruch in dem Fall, als sie ein Foto untersucht, das ihr im Labor von der Aushilfe Jocelyn zugespielt wird: Auf dem Foto findet sie Savannah Osprey, Cherokee Desjardins und Lyle Crease in den 1980er Jahren auf Myrtle Beach. Bei Tempe wächst der Verdacht, dass Cherokee Desjardins und Lyle Crease für den Tod Savannahs verantwortlich sein könnten. Es bestätigt sich auch, dass Crease in den 1980er Jahren Teil der illegalen Motorradszene war. Jocelyn, die Teil der Bikerszene ist, berichtet ihr schließlich, was sie weiß: George Dorsey tötete Spider Marcotte als Rache für den Tod der Vaillancourt-Brüder. Dorsey selbst wurde im Gefängnis getötet, damit er nicht weitere Namen von Verdächtigen auspackt. Lyle Crease ist laut Jocelyn der Mörder von Cherokee Desjardins, denn er wollte Cherokee das Foto abnehmen, auf dem Cherokee und er zusammen mit Savannah zu sehen sind, was ihn zu einem Verdächtigen im Mordfall macht. Bevor Jocelyn Tempe mehr erzählen kann, wird Jocelyn erschossen.
Weil auch die Bikerszene vom Verdacht gegenüber Crease weiß, will sie die Beerdigung von George Dorsey nutzen, um Rache an Lyle Crease zu nehmen. Crease erscheint tatsächlich auf der Beerdigung und nutzt Kit als Schutzschild gegen die Schützen, einer angereisten Abteilung der Hells Angels. Kit, Tempe und Crease werden angeschossen, aber der Polizei gelingt es, nach der Schießerei einen Teil der Verdächtigen festzunehmen. Wie sich herausstellt, sind Cherokee Desjardins und Lyle Crease tatsächlich die Mörder von Savannah Osprey. Sie waren in den 1980er Jahren Aspiranten für die Hells Angels in North Carolina. Dort haben sie auf einer Fahrt nach Myrtle Beach aufgelesen und auf einer aus der Kontrolle geratenen Party schließlich erwürgt und vergraben. Den Schädel und einige Knochen gruben sie Jahre später zum Teil wieder aus, um das Clubhaus der Vipers in Montreal damit zu dekorieren. Weil die Knochen den Verdacht der Polizei erregen konnten, nahmen sie sie nach ein paar Jahren wieder ab und vergruben sie auf dem Gelände. Der Mord an Desjardins wiederum kann Crease nicht angelastet werden, er hat Desjardins lediglich niedergeschlagen und seine Wohnung auf der Suche nach dem Foto durchwühlt. Die eigentliche Mörderin von Desjardins war, wie sich herausstellt, Jocelyn, die ihn erschoss, um an einen größeren Vorrat Drogen für ihren Konsum zu gelangen. Um den Verdacht von sich abzulenken, verbreitete sie die Information, dass der Mörder Crease sei.

## Form
Kennzeichnend für die Romane von Reichs sind die kenntnisreichen Schilderungen der Arbeit einer forensischen Anthropologin. Hier kann Reichs ihre eigenen Berufserfahrungen einfließen lassen. Wie bei allen ihren Büchern, bindet Reichs auch bei diesem Werk eigene Erfahrungen in das Geschehen ein. In einem Interview berichtete sie darüber, einst selbst „Fleischklumpen sortiert zu haben“, nachdem sich zwei Motorradfahrer versehentlich mit einer Bombe in die Luft gejagt hatten. In diesem Roman beschreibt die Autorin außerdem ausführlich die Vorgehensweise bei einer Blutspuranalyse.

## Stellung in der Literaturgeschichte
Deadly Décisions ist der dritte Roman einer Reihe von Kriminalromanen von Kathy Reichs um die forensische Anthropologin Tempe Brennan. Gemeinsam mit Patricia Cornwell hat Kathy Reichs dem forensischen Kriminalroman seit den 1990er Jahren zu großer Popularität verholfen.

## Rezeption
Publishers Weekly lobt Deadly Décisions für seine wissenschaftliche Genauigkeit und Authentizität, womit Reichs ihrer Konkurrentin im Genre forensischer Kriminalroman, Patricia Cornwell, überlegen sei, denn Reichs könne aus eigener Berufserfahrung berichten. Publishers Weekly kritisiert allerdings die zu offensichtlich konstruierte Handlung. Auch die Nebenhandlung um Brennans Kollegen und Freund, Andrew Ryan, der undercover gegangen ist, wirke eher störend. Kim Bunce schreibt in einer Rezension des Audiobuchs in The Observer, dass Reichs es gelinge, das grausige Thema gut in eine Handlung zu verpacken, die sich für ein Audiobuch eignet. Es werden auch die guten Dialoge und die Sprecherin des Audiobuchs, Katherine Borowitz, gelobt. Dianne Day lobt Reichs für ihre gute Charakterzeichnung der Tempe Brennan und die akkurate Beschreibung der forensischen Details auf bookreporter.com. Day findet jedoch die Ausarbeitung der Handlung zu unbeholfen und unausgewogen: So werde der Leser mit einer Vielzahl von Informationen zu FBI, Hydrocephalus oder Outlaw Motorcycle Clubs konfrontiert, ohne dass dies ausreichend mit der Handlung vorwoben sei. Auch werde die Handlung des Romans von zu vielen Koinzidenzen vorangetrieben, wie z. B. das Auffinden der Knochen von Savannah Osprey in Montreal und in North Carolina. Insgesamt fehle dem Roman eine zusammenhängende Handlung, so Dianne Day.
Die forensischen Kriminalromane von Kathy Reichs dienten auch als Inspiration für die Fernsehserie Bones. Obwohl die Hauptfigur in Bones auch Temperance Brennan heißt, wurden als Vorlage für die Fernsehserie aber eher Aspekte aus Kathy Reichs eigenem Leben verarbeitet, nicht so sehr die Figuren und die Handlungen der Romane.

### Textausgaben
- Kathy Reichs: Deadly Décisions. Scribner, New York 2000, ISBN 0-684-85971-8. (englische Erstausgabe)
- Kathy Reichs: Lasst Knochen sprechen. Übersetzt aus dem Englischen von Klaus Berr. Blessing, München 2001, ISBN 3-89667-157-X. (Hardcover)
- Kathy Reichs: Lasst Knochen sprechen. Übersetzt aus dem Englischen von Klaus Berr. Blanvalet, München 2002, ISBN 3-442-35590-7. (Taschenbuch)

### Sekundärliteratur
- Fiction Book Review: Deadly Decisions by Kathy Reichs. (publishersweekly.com [abgerufen am 25. August 2019]).
- Kim Bunce: Observer review: Audio - Deadly Decisions by Kathy Reichs. In: The Observer, 6. August 2000, ISSN 0029-7712 (theguardian.com [abgerufen am 25. August 2019]).
- Dianne Day: Review: Deadly Decisions. (bookreporter.com [abgerufen am 25. August 2019]).